# 维勒芒德尔
维勒芒德尔（法語：Villemandeur，法語發音：[vilmɑ̃dœʁ]）是法国卢瓦雷省的一个市镇，位于该省东部偏北，属于蒙塔日区。

## 地理
维勒芒德尔（47°59'25"N, 2°42'34"E）面积11.46 平方千米，位于法国中央-卢瓦尔河谷大区卢瓦雷省，该省份为法国中北部省份，北起埃松省，西北接厄尔-卢瓦省，西南接卢瓦-谢尔省，南至涅夫勒省和谢尔省，东临约讷省，东北接塞纳-马恩省。
与维勒芒德尔接壤的市镇（或旧市镇、城区）包括：卢万河畔沙莱特、阿米伊、于亚尔河畔舍维永、蒙塔日、韦尼松河畔莫尔芒、帕讷、维莫里。

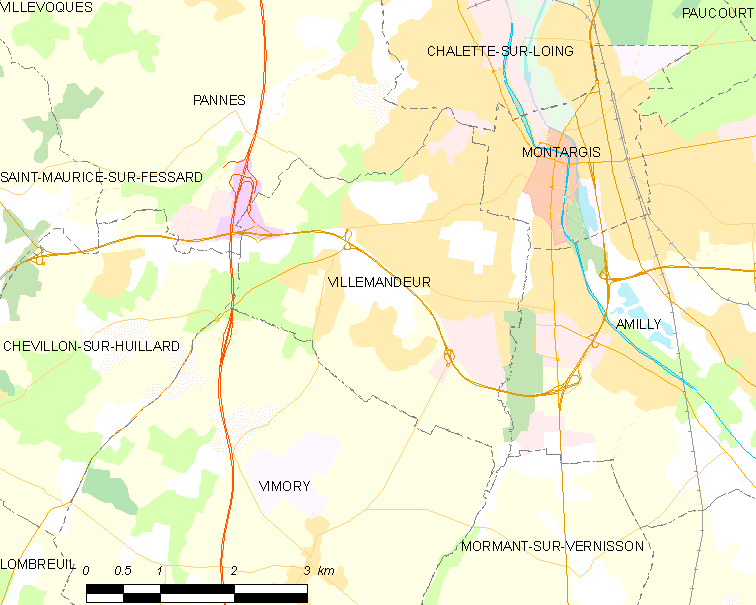
维勒芒德尔的OSM定位图

维勒芒德尔的时区为UTC+01:00、UTC+02:00（夏令时）。

## 行政
维勒芒德尔的邮政编码为45700，INSEE市镇编码为45338。

## 政治
维勒芒德尔所属的省级选区为蒙塔日县。

## 人口

1962-2008年间维勒芒德尔人口变化图示

维勒芒德尔于2022年1月1日时的人口数量为6931人。